# Edward Czesak
Edward Stanisław Czesak, né le 22 février 1951 à Tarnów, est un homme politique polonais, membre de Droit et justice (PiS).

## Biographie

### Formation et vie professionnelle
Il est diplômé en 1976 de la faculté de mécanique des mines et de la métallurgie de l'École des mines et de la métallurgie de Cracovie. Il a passé les trois années suivantes à la faculté d'économie de l'Académie d'économie de Cracovie, où il a effectué un cursus sur les moyens de l'économie productive.

### Engagement politique
À la suite des élections locales de 1998, il est désigné président du conseil municipal de Brzesko, dans la voïvodie de Petite-Pologne.

#### Député à la Diète
Pour les élections législatives du 25 septembre 2005, il est investi en quatrième position sur la liste de Droit et justice dans la circonscription de Tarnów. Le jour du scrutin il recueille 7 529 votes préférentiels, ce qui constitue le quatrième résultat de PiS, qui fait justement élire quatre députés. Le 19 octobre, à 54 ans, il fait ainsi son entrée à la Diète.
Il postule de nouveau lors des élections législatives anticipées du 21 octobre 2007, occupant la deuxième place de la liste. Il engrange alors 17 944 suffrages de préférence et assure sa réélection à la chambre basse. Aux élections législatives du 9 octobre 2011, il est de nouveau deuxième de la liste dans la circonscription de Tarnów, où il recueille 18 787 voix préférentielles, ce qui lui offre de justesse la première position des candidats de PiS.

#### Député européen
Dans le cadre des élections européennes du 25 mai 2014, il est investi en dixième position dans la circonscription de Cracovie. Au cours de ce scrutin, Droit et justice fait élire trois candidats, mais ses 14 784 votes préférentiels ne lui accordent que la quatrième place.
Edward Czesak entre cependant au Parlement européen le 11 juin 2015, après qu'Andrzej Duda a été élu président de la République le 24 mai. Il démissionne alors de la Diète au profit d'Urszula Rusecka. Il siège au sein du groupe des Conservateurs et réformistes européens (ECR) et à la commission du Développement régional.